# Cartavio (lugar)
Cartavio es un lugar perteneciente a la parroquia de Cartavio, en el concejo de Coaña, comarca de Eo-Navia, Principado de Asturias, España.